# Villeneuve-sur-Cher
Villeneuve-sur-Cher is een gemeente in het Franse departement Cher (regio Centre-Val de Loire) en telt 434 inwoners (2004). De plaats maakt deel uit van het arrondissement Bourges.

## Geografie
De oppervlakte van Villeneuve-sur-Cher bedraagt 26,6 km², de bevolkingsdichtheid is 16,3 inwoners per km².
De onderstaande kaart toont de ligging van Villeneuve-sur-Cher met de belangrijkste infrastructuur en aangrenzende gemeenten.

## Demografie
Onderstaande figuur toont het verloop van het inwonertal (bron: INSEE-tellingen).